# しいら饅頭
しいら饅頭（しいらまんじゅう）は、九州地方、主に大分県で食べられる、餡なし饅頭である。

## 概要
しいら饅頭は、大分県でよく食べられる、あんこなどが入っていない酒饅頭のような饅頭である。特に豊後大野市、竹田市で食べられる。
酒饅頭は、餡を包んで蒸しあげるのが基本だが、しいら饅頭は中に餡を入れず、素の生地だけでつくられるのが特徴である。使われる材料は、米と米麹からつくった酵母液・中力粉（地粉）・塩・砂糖などで、生地を酵母発酵によりふくらませ、蒸し上げる。ふんわりとした食感と控えめな甘みをもち、添加物は用いられない。　
直売所・温泉施設・老舗和菓子店などで通年販売され、盆や節句、祭り、農作業の合間、冬の温かいおやつとして親しまれてきた。

## 語源
「しいら」は大分県南西部の方言で「餡なし」を意味する。特に豊肥地方では、餡のない饅頭を意味する言葉として、「しえ」「しえまん」「しえっぽ」「しえもち」といった呼称がある。
もともと古語の「しいら」は餡なしの餅を指す言葉として記されており、転じて饅頭にも使われるようになった。
県南地方（特に竹田市より南側）では、同様の餡なし饅頭を「ばっぽ」と呼ぶ場合もある 